# Peter är barnvakt
Peter är barnvakt är en barn- och ungdomsbok av den svenske författaren och filmfotografen Gunnar Fischer, publicerad första gången 1949, därefter återpublicerad 1961.